# ترکش‌های صلح
ترکش‌های صلح فیلمی به کارگردانی و نویسندگی علی شاه حاتمی ساختهٔ سال ۱۳۷۹ است.

## خلاصه داستان
درشهری ویرانه ازجنگ دونوجوان به همراه تعدادی از اهالی به کار جمع‌آوری و فروش ضایعات جنگی مشغولند. آنها تفنگهای فرسوده، پوکه‌های خالی، فشنگ و تانکهای اسقاطی رادریک گاراژ به فروش می‌رسانند واز این راه زندگی می‌کنند.

## بازیگران
- فرامرز مهرجو
- امیر ایرانیان
- نعمت سلطانی
- عبدالحمید دارچی پوران